# Malta na Zimowych Igrzyskach Olimpijskich 2018
Malta na Zimowych Igrzyskach Olimpijskich 2018 – występ reprezentacji Malty na igrzyskach olimpijskich w Pjongczangu w 2018 roku.
W kadrze znalazła się jedna zawodniczka – Élise Pellegrin, która wzięła udział w dwóch konkurencjach alpejskich. Pełniła ona rolę chorążego reprezentacji Malty podczas ceremonii otwarcia i zamknięcia igrzysk. Reprezentacja Malty weszła na stadion jako 24. w kolejności, pomiędzy ekipami z Mołdawii i Mongolii.
Był to 2. start reprezentacji Malty na zimowych igrzyskach olimpijskich i 18. start olimpijski, wliczając w to letnie występy.

## Skład reprezentacji

### Narciarstwo alpejskie
| Konkurencja          | Zawodnik        | Przejazd 1 | Przejazd 1 | Przejazd 2 | Przejazd 2 | Czas łączny | Miejsce |
| Konkurencja          | Zawodnik        | Czas       | Miejsce    | Czas       | Miejsce    | Czas łączny | Miejsce |
| -------------------- | --------------- | ---------- | ---------- | ---------- | ---------- | ----------- | ------- |
| Slalom kobiet        | Élise Pellegrin | 1:05,18    | 56.        | 58,90      | 45.        | 2:04,08     | 50.     |
| Slalom gigant kobiet | Élise Pellegrin | DSQ        | DSQ        | DNS        | DNS        | DSQ         | DSQ     |